# Deutsche Leichtathletik-Meisterschaften 2012/Resultate
Der Hauptteil der Wettbewerbe bei den 112. Deutschen Leichtathletik-Meisterschaften wurde am 16. und 17. Juni 2012 im Wattenscheider Lohrheidestadion ausgetragen.
In der hier vorliegenden Auflistung werden die in den verschiedenen Wettbewerben jeweils ersten acht platzierten Leichtathletinnen und Leichtathleten aufgeführt. Eine Übersicht mit den Medaillengewinnerinnen und -gewinnern sowie einigen Anmerkungen zu den Meisterschaften findet sich unter dem Link Deutsche Leichtathletik-Meisterschaften 2012.
Wie immer gab es zahlreiche Disziplinen, die zu anderen Terminen an anderen Orten stattfanden – in den folgenden Übersichten jeweils konkret benannt.
Hier die ausführlichen Ergebnislisten der Meisterschaften 2012:

## Meisterschaftsresultate Männer

### 100 m
| Platz | Athlet, Verein                                 | Zeit (s) |
| ----- | ---------------------------------------------- | -------- |
| 1     | Lucas Jakubczyk (SCC Berlin)                   | 10,16    |
| 2     | Aleixo-Platini Menga (TSV Bayer 04 Leverkusen) | 10,16    |
| 3     | Julian Reus (TV Wattenscheid 01)               | 10,26    |
| 4     | Christian Blum (TV Wattenscheid 01)            | 10,29    |
| 5     | Martin Keller (LAZ Leipzig)                    | 10,31    |
| 6     | Marius Broening (LAV Tübingen)                 | 10,32    |
| 7     | Maximilian Kessler (SCC Berlin)                | 10,41    |
| 8     | Felix Göltl (TuS Kriftel)                      | 10,44    |

Datum: 16. Juni
Wind: +2,7 m/s

### 200 m
| Platz | Athlet, Verein                                 | Zeit (s) |
| ----- | ---------------------------------------------- | -------- |
| 1     | Julian Reus (TV Wattenscheid 01)               | 20,58    |
| 2     | Aleixo-Platini Menga (TSV Bayer 04 Leverkusen) | 20,64    |
| 3     | Sebastian Ernst (TV Wattenscheid 01)           | 20,72    |
| 4     | Sven Knipphals (VfL Wolfsburg)                 | 20,74    |
| 5     | Maximilian Kessler (SCC Berlin)                | 21,05    |
| 6     | Felix Göltl (TuS Kriftel)                      | 21,07    |
| 7     | Martin Brieger (LG Ohra Energie)               | 21,30    |
| DNS   | Robin Erewa (TV Wattenscheid 01)               |          |

Datum: 17. Juni
Wind: +1,1 m/s

### 400 m
| Platz | Athlet, Verein                                  | Zeit (s) |
| ----- | ----------------------------------------------- | -------- |
| 1     | Eric Krüger (SC Magdeburg)                      | 46,15    |
| 2     | Thomas Schneider (Dresdner SC)                  | 46,28    |
| 3     | Kamghe Gaba (LG Stadtwerke München)             | 46,46    |
| 4     | Niklas Zender (LG Eintracht Frankfurt)          | 46,82    |
| 5     | Benjamin Jonas (LG Eintracht Frankfurt)         | 47,09    |
| 6     | Simon Kirch (SV schlau.com Saar 05 Saarbrücken) | 47,35    |
| 7     | Benedikt Wiesend (LG Stadtwerke München)        | 47,39    |
| 8     | Johannes Trefz (LG Würm Athletik)               | 47,56    |

Datum: 17. Juni

### 800 m
| Platz | Athlet, Verein                        | Zeit (s) |
| ----- | ------------------------------------- | -------- |
| 1     | Sören Ludolph (LG Braunschweig)       | 1:49,04  |
| 2     | Sebastian Keiner (Erfurter LAC)       | 1:49,28  |
| 3     | Dennis Krüger (LAC Berlin)            | 1:49,28  |
| 4     | Martin Conrad (LAC Quelle Fürth)      | 1:49,60  |
| 5     | Patrick Schoenball (ABC Ludwigshafen) | 1:49,64  |
| 6     | Andreas Lange (LG Reinbek)            | 1:49,83  |
| 7     | Jan Riedel (Dresdner SC)              | 1:50,72  |
| 8     | Daniel Heckenlaible (LG Limes Rems)   | 1:51,48  |

Datum: 17. Juni

### 1500 m
| Platz | Athlet, Verein                             | Zeit (min) |
| ----- | ------------------------------------------ | ---------- |
| 1     | Florian Orth (LG Telis Finanz Regensburg)  | 3:43,71    |
| 2     | Carsten Schlangen (LG Nord Berlin)         | 3:44,28    |
| 3     | Homiyu Tesfaye (LG Eintracht Frankfurt)    | 3:45,67    |
| 4     | Rico Loy (LG badenova Nordschwarzwald)     | 3:46,99    |
| 5     | Steffen Uliczka (TSV Kronshagen/Kieler TB) | 3:47,03    |
| 6     | Simon Stützel (TV Wattenscheid 01)         | 3:47,23    |
| 7     | Timo Benitz (TG Stockach)                  | 3:48,07    |
| 8     | Jonas Hamm (LG Braunschweig)               | 3:48,46    |

Datum: 17. Juni

### 5000 m
| Platz | Athlet, Verein                                       | Zeit (min) |
| ----- | ---------------------------------------------------- | ---------- |
| 1     | Arne Gabius (LAV Tübingen)                           | 13:51,78   |
| 2     | Philipp Pflieger (LG Telis Finanz Regensburg)        | 13:55,31   |
| 3     | André Pollmächer (rhein-marathon Düsseldorf)         | 14:00,91   |
| 4     | Tufa Alemu Torfesa (Leichtathletik-Gemeinschaft Hof) | 14:02,63   |
| 5     | Richard Ringer (VfB LC Friedrichshafen)              | 14:02,93   |
| 6     | Nico Sonnenberg (LG Eintracht Frankfurt)             | 14:05,08   |
| 7     | Rico Schwarz (ASV Erfurt)                            | 14:07,81   |
| 8     | Tobias Gröbl (LG Zusam)                              | 14:17,34   |

Datum: 17. Juni

### 10.000 m
| Platz | Athlet, Verein                                | Zeit (min) |
| ----- | --------------------------------------------- | ---------- |
| 1     | Philipp Pflieger (LG Telis Finanz Regensburg) | 28:45,76   |
| 2     | Hagen Brosius (SCC Berlin)                    | 28:59,67   |
| 3     | Christian Glatting (TV Wattenscheid 01)       | 29:22,85   |
| 4     | Vitaliy Rybak (TV Wattenscheid 01)            | 29:22,85   |
| 5     | Sebastian Hallmann (LG Stadtwerke München)    | 29:50,45   |
| 6     | Tim-Arne Sidenstein (SG Wenden)               | 29:52,31   |
| 7     | Timo Göhler (LAV Tübingen)                    | 29:54,35   |
| 8     | Jan Simon Hamann (USC Bochum)                 | 29:57,60   |

Datum: 5. Mai
fand in Marburg statt

### 10-km-Straßenlauf
| Platz | Athlet, Verein                                  | Zeit (min) |
| ----- | ----------------------------------------------- | ---------- |
| 1     | Philipp Pflieger (LG Telis Finanz Regensburg)   | 29:32      |
| 2     | Musa Roba-Kinkal (Sportclub Gelnhausen)         | 29:39      |
| 3     | Sören Kah (LG Lahn-Aar-Esterau)                 | 29:54      |
| 4     | Jakob Stiller (LAZ Leipzig)                     | 29:59      |
| 5     | Jan Simon Hamann (USC Bochum)                   | 30:01      |
| 6     | Sebastian Reinwand (LG Telis Finanz Regensburg) | 30:03      |
| 7     | Tobias Schreindl (LG Passau)                    | 30:11      |
| 8     | Tom Gröschel (LAV Rostock)                      | 30:13      |

Datum: 16. September
fand in Nagold statt

### 10-km-Straßenlauf, Mannschaftswertung
| Platz | Verein, Besetzung                                                                    | Zeit (h) |
| ----- | ------------------------------------------------------------------------------------ | -------- |
| 1     | LG Telis Finanz Regensburg (Philipp Pflieger, Sebastian Reinwand, Jonas Koller)      | 1:30:49  |
| 2     | LAV Tübingen (Clemens Bleistein, Markus Weiß-Latzko, Timo Göhler)                    | 1:31:48  |
| 3     | LG Braunschweig (Heiko Baier, Andreas Kuhlen, Karsten Meier)                         | 1:33:14  |
| 4     | SG Wenden (Christian Biele, Tim-Arne Sidenstein, Tobias Dreier)                      | 1:34:11  |
| 5     | LG Stadtwerke München (Sebastian Hallmann, Johann Hillebrand, Jan Müller)            | 1:35:26  |
| 6     | SG TSV Kronshagen/Kieler TB (Volker Goineau, Falko Vehling, Leif Schröder-Groneveld) | 1:35:48  |
| 7     | PSV Grün-Weiß Kassel (Jens Nerkamp, Moritz Lange, Johannes Wennmacher)               | 1:43:53  |
| 8     | LG Region Karlsruhe (Jannik Arbogast, Frederik Unewisse, Jonas Frenzel)              | 1:36:08  |

Datum: 16. September
fand in Nagold statt

### Halbmarathon
| Platz | Athlet, Verein                                 | Zeit (h) |
| ----- | ---------------------------------------------- | -------- |
| 1     | Stefan Koch (TUSEM Essen)                      | 1:05:22  |
| 2     | Sören Kah (LG Lahn-Aar-Esterau)                | 1:05:29  |
| 3     | Musa Roba-Kinkal (Sportclub Gelnhausen)        | 1:06:07  |
| 4     | Vitaly Rybak (ART Düsseldorf)                  | 1:06:11  |
| 5     | Christian Seiler (LC Erfurt/LG Ohra-Hörselgas) | 1:06:43  |
| 6     | Homiyu Tesfaye (LG Eintracht Frankfurt)        | 1:07:17  |
| 7     | Marc Schulze (SCC Berlin)                      | 1:07:22  |
| 8     | Tim-Arne Sidenstein (LG Passau)                | 1:07:23  |

Datum: 15. April
fand in Griesheim statt

### Halbmarathon, Mannschaftswertung
| Platz | Verein, Besetzung                                                   | Zeit (h) |
| ----- | ------------------------------------------------------------------- | -------- |
| 1     | SG Wenden (Tim-Arne Sidenstein, Hans-Jörg Heiner, Christian Biele)  | 3:23:12  |
| 2     | LC Erfurt (Christian Seiler, Marcel Bräutigam, Phillip Willaschek)  | 3:27:50  |
| 3     | PSV Grün-Weiß Kassel (Marco Schwab, Markus Jahn, Thomas Thyssen)    | 3:30:45  |
| 4     | LAV Tübingen I (Michael Schramm, Christoph Dreser, Simon Friedrich) | 3:30:59  |
| 5     | ASV Duisburg (Karol Grunenberg, Torsten Graw, Karsten Kruck)        | 3:35:38  |
| 6     | LG Lahn-Aar-Esterau (Sören Kah, Jörg Gehlsdorf, Marcel Martin)      | 3:36:09  |
| 7     | ASV Köln (Dominik Fabianowski, Bob Greis, Simon Schickert)          | 3:39:17  |
| 8     | LAV Tübingen II (Eduard Scherer, Daniel Jungblut, Matthias Koch)    | 3:41:36  |

Datum: 15. April
fand in Griesheim statt

### Marathon
| Platz | Athlet, Verein                            | Zeit (h) |
| ----- | ----------------------------------------- | -------- |
| 1     | Jan Simon Hamann (USC Bochum)             | 2:19:45  |
| 2     | Sven Weyer (SG Spergau)                   | 2:21:58  |
| 3     | Benedikt Hoffmann (PTSV Jahn Freiburg)    | 2:22:22  |
| 4     | Tobias Schreindl (LG Passau)              | 2:22:46  |
| 5     | Dennis Pyka (LG Telis Finanz Regensburg)  | 2:23:28  |
| 6     | Holger Freudenberger (TSG 1845 Heilbronn) | 2:23:30  |
| 7     | Oliver Hoffmann (TSV Kirchhain)           | 2:23:59  |
| 8     | Florian Reichert (TSV Kirchdorf)          | 2:26:13  |

Datum: 14. Oktober
fand im Rahmen des München-Marathons statt

### Marathon, Mannschaftswertung
| Platz | Verein, Besetzung                                                             | Zeit (h) |
| ----- | ----------------------------------------------------------------------------- | -------- |
| 1     | TSV Kirchdorf (Florian Reichert, Dirk Schwarzbach, Thomas Bartholome)         | 7:31:03  |
| 2     | Aachener TG I (André Collet, Stefan Schnorr, Andreas Probst)                  | 7:32:33  |
| 3     | LAC Quelle Fürth (Sebastian Jost, Eike Loch, Dominik Mages)                   | 7:36:27  |
| 4     | LG Olympia Dortmund (Henrik Böhringer, Andreas Sterzinger, Philipp Hövelmann) | 7:41:20  |
| 5     | LG Filder (Christoph Hillebrand, Lutz Körner, Manuel Seidl)                   | 7:54:37  |
| 6     | LG Neckar-Enz (Fabian Lafrenz, Michael Kimmann, Klaus Kaps)                   | 8:02:21  |
| 7     | Aachener TG II (Philipp Nawrocki, Matthias Kolter, Winfried Willems)          | 8:02:37  |
| 8     | LSF Münster (Philipp Brouwer, John Kuhlmann, Philipp Beckmann)                | 8:03:18  |

Datum: 14. Oktober
fand im Rahmen des München-Marathons statt

### 100-km-Straßenlauf
| Platz | Athlet, Verein                               | Zeit (h) |
| ----- | -------------------------------------------- | -------- |
| 1     | Michael Sommer (Eichenkreuz Schwaikheim)     | 7:12:34  |
| 2     | Jörg Hooß (LTF Marpingen)                    | 7:23:26  |
| 3     | Benedikt Straetling (Adler-Langlauf Bottrop) | 7:31:50  |
| 4     | Jan-Hendrik Hans (LG Wettenberg)             | 7:38:13  |
| 5     | Jürgen Kiebler (TV 1846 Isny)                | 7:43:53  |
| 6     | Marjan-Jan Olejnik (LG Esslingen)            | 7:50:29  |
| 7     | Thomas Schneider (SSG Königswinter)          | 7:52:36  |
| 8     | Stefan Daum (LG DUV)                         | 7:53:30  |

Datum: 6. Oktober
fand in Rodenbach statt

### 110 m Hürden
| Platz | Athlet, Verein                     | Zeit (s) |
| ----- | ---------------------------------- | -------- |
| 1     | Alexander John (LAZ Leipzig)       | 13,53    |
| 2     | Matthias Bühler (LG Offenburg)     | 13,66    |
| 3     | Erik Balnuweit (LAZ Leipzig)       | 13,68    |
| 4     | Paul Dittmer (MTV Hanstedt)        | 13,69    |
| 5     | Marlon Odom (LAZ Zweibrücken)      | 13,86    |
| 6     | Andreas Dengler (VfL Sindelfingen) | 14,20    |
| 7     | Gregor Traber (LAV Tübingen)       | 14,20    |
| 8     | Helge Schwarzer (Hamburger SV)     | 14,24    |

Datum: 16. Juni
Wind: +1,6 m/s

### 400 m Hürden
| Platz | Athlet, Verein                                  | Zeit (s) |
| ----- | ----------------------------------------------- | -------- |
| 1     | Georg Fleischhauer (Dresdner SC)                | 49,74    |
| 2     | Tobias Giehl (LG Würm Athletik)                 | 49,82    |
| 3     | David Gollnow (LG Stadtwerke München)           | 49,87    |
| 4     | Varg Königsmark (LG Nike Berlin)                | 49,88    |
| 5     | Quentin Seigel (LG Offenburg)                   | 50,43    |
| 6     | Mirko Schmidt (TV Wattenscheid 01)              | 51,13    |
| 7     | Daniel Rabstein (LG OVAG Friedberg-Fauerbach)   | 51,53    |
| 8     | Daniel Wienands (Essener Leichtathletik-Verein) | 52,33    |

Datum: 17. Juni

### 3000 m Hindernis
| Platz | Athlet, Verein                               | Zeit (min) |
| ----- | -------------------------------------------- | ---------- |
| 1     | Benedikt Karus (LG badenova Nordschwarzwald) | 8:42,81    |
| 2     | Michael Wilms (LG Stadtwerke München)        | 8:45,73    |
| 3     | Tim Stegemann (VfV Spandau)                  | 8:48,12    |
| 4     | Fabian Clarkson (SC Brandenburg Berlin)      | 8:48,80    |
| 5     | Martin Grau (TSV Höchstadt/Aisch)            | 8:50,68    |
| 6     | Marcus Schöfisch (ASV Erfurt)                | 8:59,65    |
| 7     | Konstantin Wedel (TSV Höchstadt/Aisch)       | 9:00,52    |
| 8     | Jannis Töpfer (TV Wattenscheid 01)           | 9:01,99    |

Datum: 16. Juni

### 4 × 100 m Staffel
| Platz | Verein, Besetzung                                                                    | Zeit (s) |
| ----- | ------------------------------------------------------------------------------------ | -------- |
| 1     | TV Wattenscheid 01 (Christian Blum, Julian Reus, Sebastian Ernst, Robin Erewa)       | 39,23    |
| 2     | SCC Berlin (Lucas Jakubczyk, Maximilian Kessler, Robert Hind, Eric Franke)           | 39,45    |
| 3     | LT DSHS Köln I (Robert Polkowski, Thomas Demmer, Miguel Rigau, Jens Faßbender)       | 40,38    |
| 4     | MTG Mannheim (Moritz Riekert, Patrick Domogala, Dennis Herdt, Fabian Manke-Reimers)  | 40,40    |
| 5     | TSV Bayer 04 Leverkusen (Johannes Hock, Till Helmke, Andreas Michel, Niklas Rothes)  | 40,64    |
| 6     | LT DSHS Köln II (Andreas Luzat, Hendrik Luzat, Tobias Lange, Frank Werner)           | 40,80    |
| 7     | LG Kindelsberg Kreuztal (Pascal Juergens, Markus Brandt, Andre Rumpf, Tobias Becker) | 40,98    |
| 8     | LG Weserbergland (Toni Pischerer, Kai Ingwersen, Joachim Peest, Etienne Diatta)      | 41,23    |

Datum: 16. Juni

### 4 × 400 m Staffel
| Platz | Verein, Besetzung                                                                      | Zeit (min) |
| ----- | -------------------------------------------------------------------------------------- | ---------- |
| 1     | LG Stadtwerke München (Kamghe Gaba, Benedikt Wiesend, Michael Wilms, David Gollnow)    | 3:07,91    |
| 2     | LG Eintracht Frankfurt (Michael Pflüger, Benjamin Jonas, Niklas Zender, Clemens Höfer) | 3:08,57    |
| 3     | Dresdner SC (Georg Fleischhauer, Jan Riedel, Florian Handt, Thomas Schneider)          | 3:09,37    |
| 4     | SCC Berlin (Marius Bachmann, Sven Buggel, Robin Kresinszky, Stefan Beyer)              | 3:11,63    |
| 5     | LG Würm Athletik (Johannes Trefz, Fabian Kronowetter, Robin Streiber, Tobias Giehl)    | 3:15,15    |
| 6     | TV Wattenscheid 01 (Mirko Schmidt, Martin Bischoff, Andreas Jenk, Sascha Eder)         | 3:15,68    |
| 7     | LAZ Puma Rhein-Sieg (Bennet Steudel, Philipp Lorber, Thorben Juschka, Patrick Müller)  | 3:16,07    |
| 8     | TV Herkenrath (Marcel Barutowicz, Timur Tezkan, Jan Vogt, Patrick Thiemann)            | 3:17,08    |

Datum: 17. Juni

### 3 × 1000 m Staffel
| Platz | Verein, Besetzung                                                             | Zeit (min) |
| ----- | ----------------------------------------------------------------------------- | ---------- |
| 1     | LG Braunschweig (Moritz Waldmann, Jonas Hamm, Sören Ludolph)                  | 7:05,45    |
| 2     | LG Telis Finanz Regensburg I (Felix Plinke, Philipp Pflieger, Florian Orth)   | 7:05,57    |
| 3     | StG Laufteam Erfurt (Rico Schwarz, Sven Praetorius, Sebastian Keiner)         | 7:07,59    |
| 4     | LG badenova Nordschwarzwald (Rico Loy, Alexander Pütsch, Benedikt Karus)      | 7:09,38    |
| 5     | TV Wattenscheid 01 (Jonas Beverungen, Alexander Ide, Martin Bischoff)         | 7:09,91    |
| 6     | StG Balingen/Zell (Clemens Silabetzschky, Randy Bögelspacher, Denis Bäuerle)  | 7:10,61    |
| 7     | TSV Höchstadt/Aisch (Bastian Grau, Martin Grau, Marco Kürzdörfer)             | 7:13,70    |
| 8     | LG Telis Finanz Regensburg II (Sebastian Zundler, Erik Somssich, Jonas Zweck) | 7:15,18    |

Datum: 22. Juli
fand in Mönchengladbach im Rahmen der Deutschen Jugendmeisterschaften statt

### 10.000-m-Bahngehen
| Platz | Athlet, Verein                       | Zeit (min) |
| ----- | ------------------------------------ | ---------- |
| 1     | André Höhne (SCC Berlin)             | 40:10,47   |
| 2     | Hagen Pohle (SC Potsdam)             | 40:17,71   |
| 3     | Carsten Schmidt (SCC Berlin)         | 40:19,19   |
| 4     | Marcel Lehmberg (SCC Berlin)         | 41:13,91   |
| 5     | Nils Brembach (SC Potsdam)           | 41:17,72   |
| 6     | Carl Dohmann (SCL -Heel Baden-Baden) | 41:29,42   |
| 7     | Nils Christopher Gloger (SC Potsdam) | 41:40,66   |
| DSQ   | Maik Berger (SCC Berlin)             |            |

Datum: 24. Juni
fand in Diez statt
nur 8 Geher am Start

### 20-km-Gehen
| Platz | Athlet, Verein                          | Zeit (h) |
| ----- | --------------------------------------- | -------- |
| 1     | Christopher Linke (SC Potsdam)          | 1:20:55  |
| 2     | André Höhne (SCC Berlin)                | 1:21:24  |
| 3     | Carsten Schmidt (SCC Berlin)            | 1:24:49  |
| 4     | Maik Berger (SCC Berlin)                | 1:25:17  |
| 5     | Andreas Franke (SV Einheit 1875 Worbis) | 2:00:59  |

Datum: 22. April
fand in Naumburg statt
nur 5 Geher in der Wertung

### 20-km-Gehen, Mannschaftswertung
| Platz | Verein, Besetzung                                                     | Zeit (h) |
| ----- | --------------------------------------------------------------------- | -------- |
| 1     | SCC Berlin (André Höhne, Carsten Schmidt, Maik Berger)                | 4:11:30  |
| 2     | SC Potsdam (Christopher Linke, Hagen Pohle, Nils Christopher Gloger)  | 4:16:58  |
| 3     | Polizei SV Berlin (Wilfried Gaube, Günter Evertz, Uwe Tolle)          | 5:50:16  |
| 4     | SpVgg Niederaichbach (Helmut Prieler, Stefan Gerstl, Gerhard Langner) | 5:52:12  |
| 5     | TV Bühlertal (Klaus Dietsche, Ferdinand Sarembe, Alfons Schwarz)      | 5:53:57  |
| 6     | SV Einheit 1875 Worbis (Denis Franke, Andreas Franke, Ronald Papst)   | 5:57:03  |
| 7     | TV Groß-Gerau (Thorsten Fern, Werner Schaller, Klaus Röhr)            | 6:24:33  |

Datum: 22. April
fand in Naumburg statt
nur 7 Teams in der Wertung

### 50-km-Gehen
| Platz | Athlet, Verein                        | Zeit (h) |
| ----- | ------------------------------------- | -------- |
| 1     | Carsten Schmidt (SCC Berlin)          | 4:14:32  |
| 2     | Helmut Prieler (SpVgg Niederaichbach) | 4:55:13  |
| 3     | Joachim Maier (SV Breitenbrunn)       | 5:28:58  |
| 4     | Ralf Janotte (Polizei SV Berlin)      | 5:52:08  |
| DSQ   | Max Breuer (Erfurter LAC)             |          |
| DNF   | Nils Christopher Gloger (SC Potsdam)  |          |
| DNF   | Hagen Pohle (SC Potsdam)              |          |
| DNF   | Günter Evertz (Polizei SV Berlin)     |          |

Datum: 13. Oktober
fand in Gleina statt
nur 8 Geher am Start

### Hochsprung
| Platz | Athlet, Verein                              | Höhe (m) |
| ----- | ------------------------------------------- | -------- |
| 1     | Eike Onnen (LG Hannover)                    | 2,25     |
| 2     | Matthias Haverney (Dresdner SC)             | 2,22     |
| 3     | Raúl Spank (Dresdner SC)                    | 2,22     |
| 4     | Martin Günther (LG Eintracht Frankfurt)     | 2,19     |
| 5     | Sebastian Kneifel (TSV Bayer 04 Leverkusen) | 2,15     |
| 6     | Rene Stauß (VfL Sindelfingen)               | 2,10     |
| 7     | Benjamin Lauckner (LAC Erdgas Chemnitz)     | 2,10     |
| 7     | Kai Schiffer (TSV Bayer 04 Leverkusen)      | 2,10     |

Datum: 17. Juni

### Stabhochsprung
| Platz | Athlet, Verein                               | Höhe (m) |
| ----- | -------------------------------------------- | -------- |
| 1     | Malte Mohr (TV Wattenscheid 01)              | 5,82     |
| 2     | Raphael Holzdeppe (LAZ Zweibrücken)          | 5,77     |
| 3     | Karsten Dilla (LAV Bayer Uerdingen/Dormagen) | 5,72     |
| 4     | Björn Otto (LAV Bayer Uerdingen/Dormagen)    | 5,72     |
| 5     | Hendrik Gruber (TSV Bayer 04 Leverkusen)     | 5,52     |
| 6     | Michel Frauen (TSV Bayer 04 Leverkusen)      | 5,52     |
| 7     | Marvin Reitze (TSV Bayer 04 Leverkusen)      | 5,52     |
| 8     | Daniel Clemens (LAZ Zweibrücken)             | 5,42     |

Datum: 17. Juni

### Weitsprung
| Platz | Athlet, Verein                            | Weite (m) |
| ----- | ----------------------------------------- | --------- |
| 1     | Sebastian Bayer (Hamburger SV)            | 7,91      |
| 2     | Julian Howard (LG Region Karlsruhe)       | 7,82      |
| 3     | Alyn Camara (TSV Bayer 04 Leverkusen)     | 7,73      |
| 4     | Nils Winter (Buxtehuder SV)               | 7,69      |
| 5     | Stefan Köpf (LG Staufen)                  | 7,65      |
| 6     | Kevin Christoph Korona (LAC Quelle Fürth) | 7,63      |
| 7     | Mario Kral (Hamburger SV)                 | 7,53      |
| 8     | Oliver Koenig (LG Stadtwerke München)     | 7,35      |

Datum: 16. Juni

### Dreisprung
| Platz | Athlet, Verein                              | Weite (m) |
| ----- | ------------------------------------------- | --------- |
| 1     | Andreas Pohle (ASV Erfurt)                  | 16,64     |
| 2     | Manuel Ziegler (LG Telis Finanz Regensburg) | 16,26     |
| 3     | Randy Lewis (TSV Bayer 04 Leverkusen)       | 16,12     |
| 4     | Daniel Kohle (LG Ratio Münster)             | 15,94     |
| 5     | Björn Schildhauer (ABC Ludwigshafen)        | 15,39     |
| 6     | Martin Jasper (LC Rehlingen)                | 15,29     |
| 7     | Thomas Vogel (ASV Köln)                     | 14,90     |

Datum: 16. Juni

### Kugelstoßen
| Platz | Athlet, Verein                       | Weite (m) |
| ----- | ------------------------------------ | --------- |
| 1     | David Storl (LAC Erdgas Chemnitz)    | 20,96     |
| 2     | Marco Schmidt (VfL Sindelfingen)     | 20,14     |
| 3     | Tobias Dahm (VfL Sindelfingen)       | 19,56     |
| 4     | Robert Dippl (LAC Quelle Fürth)      | 19,23     |
| 5     | Markus Bandekow (SCC Berlin)         | 18,95     |
| 6     | Hendrik Müller (LAC Erdgas Chemnitz) | 18,63     |
| 7     | Max Bedewitz (LV 90 Erzgebirge)      | 18,42     |
| 8     | Thomas Schmitt (LT DSHS Köln)        | 18,41     |

Datum: 17. Juni

### Diskuswurf
| Platz | Athlet, Verein                               | Weite (m) |
| ----- | -------------------------------------------- | --------- |
| 1     | Robert Harting (SCC Berlin)                  | 67,79     |
| 2     | Martin Wierig (SC Magdeburg)                 | 64,48     |
| 3     | Markus Münch (LG Wedel-Pinneberg)            | 63,17     |
| 4     | Daniel Jasinski (TV Wattenscheid 01)         | 62,97     |
| 5     | Christoph Harting (SCC Berlin)               | 60,43     |
| 6     | Benedikt Stienen (LAC Veltins Hochsauerland) | 58,32     |
| 7     | Michael Salzer (VfL Sindelfingen)            | 57,71     |
| 8     | David Wrobel (LG Leinfelden-Echterdingen)    | 57,39     |

Datum: 17. Juni

### Hammerwurf
| Platz | Athlet, Verein                                  | Weite (m) |
| ----- | ----------------------------------------------- | --------- |
| 1     | Markus Esser (TSV Bayer 04 Leverkusen)          | 75,38     |
| 2     | Andreas Sahner (LC Rehlingen)                   | 70,72     |
| 3     | Johannes Bichler (LG Stadtwerke München)        | 70,19     |
| 4     | Benjamin Boruschewski (TSV Bayer 04 Leverkusen) | 70,19     |
| 5     | Jens Rautenkranz (USC Mainz)                    | 70,01     |
| 6     | Sven Möhsner (TSV Bayer 04 Leverkusen)          | 68,83     |
| 7     | Alexander Ziegler (LG Staufen)                  | 68,00     |
| 8     | Jerrit Lipske (LG Stadtwerke München)           | 67,57     |

Datum: 17. Juni

### Speerwurf
| Platz | Athlet, Verein                                           | Weite (m) |
| ----- | -------------------------------------------------------- | --------- |
| 1     | Thomas Röhler (LC Jena)                                  | 78,58     |
| 2     | Tino Häber (LAZ Leipzig)                                 | 76,94     |
| 3     | Lars Hamann (Dresdner SC)                                | 75,87     |
| 4     | Mark Frank (1. LAV Rostock)                              | 75,13     |
| 5     | Björn Lange (SC Magdeburg)                               | 74,69     |
| 6     | Peter Esenwein (LAZ Salamander Kornwestheim-Ludwigsburg) | 73,15     |
| 7     | David Golling (LC Cottbus)                               | 72,02     |
| 8     | Manuel Nau (SCC Berlin)                                  | 71,01     |

Datum: 16. Juni

### Zehnkampf
| Platz | Athlet, Verein                           | Leistung (Pkte) |
| ----- | ---------------------------------------- | --------------- |
| 1     | Kai Kazmirek (LG Rhein-Wied)             | 7924            |
| 2     | Johannes Hock (TSV Bayer 04 Leverkusen)  | 7884            |
| 3     | Steffen Kahlert (TuS Wunstorf)           | 7773            |
| 4     | Felix Hepperle (LG Neckar-Enz)           | 7596            |
| 5     | Maximilian Gilde (LG Hannover)           | 7551            |
| 6     | Steffen Frick (VfB Germania Halberstadt) | 7492            |
| 7     | Rene Stauß (VfL Sindelfingen)            | 7331            |
| 8     | Steffen Klink (TSV 1863 Kirberg)         | 7246            |

Datum: 25./26. August
fand in Hannover statt

### Zehnkampf, Mannschaftswertung
| Platz | Verein, Besetzung                                                     | Leistung (Pkte) |
| ----- | --------------------------------------------------------------------- | --------------- |
| 1     | LG Neckar-Enz (Felix Hepperle, Thorsten Seyb, Matthias Laube)         | 20.380          |
| 2     | LAV Stadtwerke Tübingen (Thorsten Bertsch, Nils Merten, Leon Brendel) | 19.423          |
| 3     | VfL Sindelfingen (Rene Stauß, Manuel Retzbach, Johannes Carl)         | 19.355          |
| 4     | TV Wattenscheid 01 (Moritz Cleve, Bastian Knocks, Armin Treichel)     | 19.046          |

Datum: 25./26. August
fand in Hannover statt
nur 4 Mannschaften in der Wertung

### CrosslaufMittelstrecke –4,1 km
| Platz | Athlet, Verein                                | Zeit (min) |
| ----- | --------------------------------------------- | ---------- |
| 1     | Tobias Gröbl (LG Zusam)                       | 12:28      |
| 2     | Wolfram Müller (Erfurter LAC)                 | 12:35      |
| 3     | Philipp Pflieger (LG Telis Finanz Regensburg) | 12:41      |
| 4     | Nico Sonnenberg (LG Eintracht Frankfurt)      | 12:47      |
| 5     | Julian Flügel (LG Telis Finanz Regensburg)    | 12:49      |
| 6     | Johannes Raabe (LG Hannover)                  | 12:52      |
| 7     | Tim-Arne Sidenstein (SG Wenden)               | 12:53      |
| 8     | Felix Plinke (LG Telis Finanz Regensburg)     | 12:59      |

Datum: 10. März
fand in Ohrdruf statt

### CrosslaufMittelstrecke –4,1 km, Mannschaftswertung
| Platz | Verein, Besetzung                                                                         | Platzziffer |
| ----- | ----------------------------------------------------------------------------------------- | ----------- |
| 1     | LG Telis Finanz Regensburg (Philipp Pflieger, Julian Flügel, Felix Plinke)                | 016         |
| 2     | LV Pliezhausen (Florian Totzauer, Demian Werminghausen, Matthias Walker)                  | 050         |
| 3     | OTB Osnabrück (Viktor Kuk, Maik Wollherr, Marius Hüpel)                                   | 056         |
| 4     | Hallesche Leichtathletik-Freunde (Till Wöllenweber, John-Philipp Bartholomäi, Ken Fessel) | 057         |
| 5     | SG Wenden (Tim-Arne Sidenstein, Simon Huckestein, Alexander Brushinski)                   | 058         |
| 6     | Post-Sportverein Trier (Florian Neuschwander, Marc-André Kowalinski, Carlo Schuff)        | 073         |
| 7     | LG badenova Nordschwarzwald (Tobias Giering, Alexander Pütsch, Christian Lenk)            | 104         |
| 8     | LG Nord Berlin (Carsten Schlangen, Sebastian Dennis, Micha Heidenreich)                   | 111         |

Datum: 10. März
fand in Ohrdruf statt

### CrosslaufLangstrecke –9,9 km
| Platz | Athlet, Verein                          | Zeit (min) |
| ----- | --------------------------------------- | ---------- |
| 1     | Musa Roba-Kinkal (Sportclub Gelnhausen) | 30:49      |
| 2     | Marian Blazinski (SG Schramberg)        | 30:52      |
| 3     | Gregor Buchholz (LAZ Saarbrücken)       | 31:00      |
| 4     | Vitaliy Rybak (ART Düsseldorf)          | 31:02      |
| 5     | Steffen Justus (LG Stadtwerke München)  | 31:12      |
| 6     | Manuel Stöckert (TSV Ostheim v.d.Rhön)  | 31:14      |
| 7     | Rico Schwarz (ASV Erfurt)               | 31:20      |
| 8     | Sebastian Rank (TC Fiko Rostock)        | 31:20      |

Datum: 10. März
fand in Ohrdruf statt

### CrosslaufLangstrecke –9,9 km, Mannschaftswertung
| Platz | Verein, Besetzung                                                                  | Platzziffer |
| ----- | ---------------------------------------------------------------------------------- | ----------- |
| 1     | ASV Erfurt (Rico Schwarz, Sven Praetorius, Marcus Schöfisch)                       | 035         |
| 2     | TSV Kirchdorf (Florian Reichert, Dirk Schwarzbach, Thomas Bartholome)              | 063         |
| 3     | VfB LC Friedrichshafen (Richard Ringer, Martin Sperlich, Jens Ziganke)             | 069         |
| 4     | PSV Grün-Weiß Kassel (Thomas Thyssen, Jens Nerkamp, Markus Jahn)                   | 078         |
| 5     | LG Telis Finanz Regensburg (Julian Flügel, Felix Plinke, Erik Somssich)            | 079         |
| 6     | TSG Ehingen (Josef Diensthuber, Steffan Stahl, Alexander Härdtner)                 | 087         |
| 7     | TSV Ostheim v. d. Rhön (Manuel Stöckert, Wolfgang Müller, Sven Perleth)            | 093         |
| 8     | LG Wedel-Pinneberg (Hannes Hettfleisch, Jannis Kellermann, Sergio-Daniel Hoffmann) | 132         |

Datum: 10. März
fand in Ohrdruf statt

### Berglauf–9,5 km
| Platz | Athlet, Verein                                  | Zeit (min) |
| ----- | ----------------------------------------------- | ---------- |
| 1     | Timo Zeiler (LG Brandenkopf)                    | 42:05,3    |
| 2     | Benedikt Hoffmann (PTSV Jahn Freiburg)          | 42:42,8    |
| 3     | Korbinian Schönberger (LLC Marathon Regensburg) | 42:53,6    |
| 4     | John Mooney (Post-Telekom-SV Rosenheim)         | 43:24,3    |
| 5     | Karsten Meier (LG Braunschweig)                 | 43:33,0    |
| 6     | Jan Mattis Kuhn (LC Eschenburg)                 | 43:54,5    |
| 7     | Jonas Lehmann (TuS Heltersberg)                 | 44:02,9    |
| 8     | Heiko Baier (LG Braunschweig)                   | 44:46,9    |

Datum: 7. Oktober
fand in Zell am Harmersbach statt

### Berglauf–9,5 km, Mannschaftswertung
| Platz | Verein, Besetzung                                                           | Zeit (h)  |
| ----- | --------------------------------------------------------------------------- | --------- |
| 1     | LLC Marathon Regensburg I (Korbinian Schönberger, Ralf Preißl, Marco Sturm) | 2:13:13,7 |
| 2     | LG Braunschweig (Heiko Baier, Andreas Kuhlen, Karsten Meier)                | 2:13:58,5 |
| 3     | LG Brandenkopf (Timo Zeiler, Joachim Benz, Ulrich Benz)                     | 2:14:01,8 |
| 4     | TuS Heltersberg (Jonas Lehmann, Carsten Bresser, Tom Heuer)                 | 2:17:10,9 |
| 5     | Post-Sportverein Trier I (Stefan Andoc, Philipp Klaeren, Andreas Theobald)  | 2:19:10,3 |
| 6     | Post-Telekom-SV Rosenheim (John Mooney, Anton Gröschl, Reinmund Hobmaier)   | 2:20:21,9 |
| 7     | LLC Marathon Regensburg II (Marco Benz, Carl Hierl, Winfried Huber)         | 2:23:32,0 |
| 8     | Post-Sportverein Trier II (Alexander Bock, Marcel Knüttel, Lucas Theis)     | 2:26:09,0 |

Datum: 7. Oktober
fand in Zell am Harmersbach statt

## Meisterschaftsresultate Frauen

### 100 m
| Platz | Athletin, Verein                      | Zeit (s) |
| ----- | ------------------------------------- | -------- |
| 1     | Verena Sailer (MTG Mannheim)          | 11,22    |
| 2     | Tatjana Pinto (LG Ratio Münster)      | 11,26    |
| 3     | Anne Möllinger (MTG Mannheim)         | 11,41    |
| 4     | Inna Weit (LC Paderborn)              | 11,43    |
| 5     | Yasmin Kwadwo (TV Wattenscheid 01)    | 11,49    |
| 6     | Leena Günther (LT DSHS Köln)          | 11,50    |
| 7     | Carolyn Moll (ART Düsseldorf)         | 11,55    |
| 8     | Christina Frewer (TV Wattenscheid 01) | 11,72    |

Datum: 16. Juni
Wind: +3,0 m/s

### 200 m
| Platz | Athletin, Verein                      | Zeit (s) |
| ----- | ------------------------------------- | -------- |
| 1     | Inna Weit (LC Paderborn)              | 23,52    |
| 2     | Anne Möllinger (MTG Mannheim)         | 23,73    |
| 3     | Christina Frewer (TV Wattenscheid 01) | 23,85    |
| 4     | Anja Wackershauser (VfB Stuttgart)    | 23,85    |
| 5     | Sara Jäpel (Dresdner SC)              | 24,23    |
| 6     | Eva Baur (VfL Sindelfingen)           | 24,28    |
| 7     | Friederike Möhlenkamp (TV Gladbeck)   | 24,35    |
| 8     | Martina Riedl (LG Stadtwerke München) | 24,42    |

Datum: 17. Juni
Wind: −0,3 m/s

### 400 m
| Platz | Athletin, Verein                                 | Zeit (s) |
| ----- | ------------------------------------------------ | -------- |
| 1     | Esther Cremer (TV Wattenscheid 01)               | 52,21    |
| 2     | Janin Lindenberg (SC Magdeburg)                  | 52,81    |
| 3     | Fabienne Kohlmann (LG Karlstadt-Gambach-Lohr)    | 53,84    |
| 4     | Julia Förster (TSV Bayer 04 Leverkusen)          | 54,11    |
| 5     | Christiane Klopsch (LG OVAG Friedberg-Fauerbach) | 54,15    |
| 6     | Ruth Sophia Spelmeyer (VfL Oldenburg)            | 54,75    |
| DNS   | Wiebke Ullmann (TSV Bayer 04 Leverkusen)         |          |
| DSQ   | Maral Feizbakhsh (TV Wattenscheid 01)            |          |

Datum: 17. Juni

### 800 m
| Platz | Athletin, Verein                           | Zeit (min) |
| ----- | ------------------------------------------ | ---------- |
| 1     | Anne Kesselring (LAC Quelle Fürth)         | 2:04,60    |
| 2     | Karoline Pilawa (LG Stadtwerke München)    | 2:04,92    |
| 3     | Sonja Mosler (TV Herkenrath)               | 2:05,25    |
| 4     | Carolin Walter (TSV Bayer 04 Leverkusen)   | 2:05,43    |
| 5     | Aline Krebs (LAZ Saarbrücken)              | 2:06,33    |
| 6     | Kerstin Marxen (TSV Gomaringen)            | 2:06,79    |
| 7     | Anja Claußnitzer (TSV Bayer 04 Leverkusen) | 2:08,21    |
| 8     | Stefanie Müller (TSV Bobingen)             | 2:08,81    |

Datum: 17. Juni

### 1500 m
| Platz | Athletin, Verein                               | Zeit (min) |
| ----- | ---------------------------------------------- | ---------- |
| 1     | Corinna Harrer (LG Telis Finanz Regensburg)    | 4:11,04    |
| 2     | Denise Krebs (TV Wattenscheid 01)              | 4:11,38    |
| 3     | Diana Sujew (SC Potsdam)                       | 4:11,53    |
| 4     | Gesa Felicitas Krause (LG Eintracht Frankfurt) | 4:11,94    |
| 5     | Elina Sujew (SC Potsdam)                       | 4:11,98    |
| 6     | Annett Horna (TSV Bayer 04 Leverkusen)         | 4:12,88    |
| 7     | Agata Strausa (LAC Quelle Fürth)               | 4:16,07    |
| 8     | Maya Rehberg (SC Rönnau)                       | 4:23,52    |

Datum: 17. Juni

### 5000 m
| Platz | Athletin, Verein                                  | Zeit (min) |
| ----- | ------------------------------------------------- | ---------- |
| 1     | Sabrina Mockenhaupt (LG Sieg)                     | 15:47,01   |
| 2     | Eleni Gebrehiwot (TV Wattenscheid 01)             | 15:47,48   |
| 3     | Lisa Hahner (Run2Sky.com)                         | 15:49,83   |
| 4     | Maren Kock (LG Telis Finanz Regensburg)           | 16:01,80   |
| 5     | Jana Janine Soethout (LG Telis Finanz Regensburg) | 16:23,86   |
| 6     | Veronica Pohl (TSV Bayer 04 Leverkusen)           | 16:32,78   |
| 7     | Julia Hämmer (LG Limes Rems)                      | 16:38,85   |
| 8     | Elena Burkard (LG badenova Nordschwarzwald)       | 16:43,81   |

Datum: 16. Juni

### 10.000 m
| Platz | Athletin, Verein                                  | Zeit (min) |
| ----- | ------------------------------------------------- | ---------- |
| 1     | Sabrina Mockenhaupt (LG Sieg)                     | 32:34,36   |
| 2     | Simret Restle-Apel (PSV Grün-Weiß Kassel)         | 32:41,50   |
| 3     | Maren Kock (LG Telis Finanz Regensburg)           | 33:29,14   |
| 4     | Jana Janine Soethout (LG Telis Finanz Regensburg) | 33:57,53   |
| 5     | Veronica Pohl (TSV Bayer 04 Leverkusen)           | 34:44,89   |
| 6     | Marina Hilschenz (LG Wedel-Pinneberg)             | 34:49,62   |
| 7     | Ingalena Heuck (LG Stadtwerke München)            | 34:56,38   |
| 8     | Friederike Kallenberg (LV Pliezhausen 2012)       | 35:01,22   |

Datum: 5. Mai
fand in Marburg statt

### 10-km-Straßenlauf
| Platz | Athletin, Verein                                  | Zeit (min) |
| ----- | ------------------------------------------------- | ---------- |
| 1     | Sabrina Mockenhaupt (LG Sieg)                     | 32:56      |
| 2     | Corinna Harrer (LG Telis Finanz Regensburg)       | 33:38      |
| 3     | Lisa Hahner (Run2Sky.com)                         | 34:13      |
| 4     | Anja Schneider (PSV Grün-Weiß Kassel)             | 34:53      |
| 5     | Ingalena Heuck (LG Stadtwerke München)            | 35:03      |
| 6     | Jana Janine Soethout (LG Telis Finanz Regensburg) | 35:08      |
| 7     | Steffi Volke (LG Telis Finanz Regensburg)         | 35:13      |
| 8     | Silke Optekamp (PSV Grün-Weiß Kassel)             | 35:15      |

Datum: 16. September
fand in Nagold statt

### 10-km-Straßenlauf, Mannschaftswertung
| Platz | Verein, Besetzung                                                               | Zeit (h) |
| ----- | ------------------------------------------------------------------------------- | -------- |
| 1     | LG Telis Finanz Regensburg (Corinna Harrer, Jana Janine Soethout, Steffi Volke) | 1:43:59  |
| 2     | PSV Grün-Weiß Kassel (Anja Schneider, Silke Optekamp, Tanja Nehme)              | 1:47:36  |
| 3     | LG Ratio Münster (Nina Stöcker, Frederike Straeten, Sandra Lüring)              | 1:49:19  |
| 4     | LAC Quelle Fürth (Jannika John, Julia Hiller, Christine Ramsauer)               | 1:49:26  |
| 5     | LG Stadtwerke München (Ingalena Heuck, Julia Weniger, Julia Scholz)             | 1:50:15  |
| 6     | LG Sieg (Sabrina Mockenhaupt, Tina Schneider, Katharina Muhl)                   | 1:51:41  |
| 7     | LAV Tübingen (Sabine Oesterle, Franziska Pfeifer, Annika Frank)                 | 1:52:50  |
| 8     | SC Rönnau 74 (Isabell Teegen, Andrea Diethers, Gesa Bohn)                       | 1:53:27  |

Datum: 16. September
fand in Nagold statt

### Halbmarathon
| Platz | Athletin, Verein                                 | Zeit (h) |
| ----- | ------------------------------------------------ | -------- |
| 1     | Simret Restle-Apel (PSV Grün-Weiß Kassel)        | 1:12:59  |
| 2     | Susanne Hahn (SV Schlau.com Saar 05 Saarbrücken) | 1:13:46  |
| 3     | Katharina Heinig (LG Eintracht Frankfurt)        | 1:15:49  |
| 4     | Bernadette Pichlmaier (LAG Mittlere Isar)        | 1:15:52  |
| 5     | Monika Heiß (LG Telis Finanz Regensburg)         | 1:17:40  |
| 6     | Silke Optekamp (PSV Grün-Weiß Kassel)            | 1:17:58  |
| 7     | Cornelia Schindler (SCC Berlin)                  | 1:18:09  |
| 8     | Ursula Gatzweiler (ASV Köln)                     | 1:19:36  |

Datum: 15. April
fand in Griesheim statt

### Halbmarathon, Mannschaftswertung
| Platz | Verein, Besetzung                                                                | Zeit (min) |
| ----- | -------------------------------------------------------------------------------- | ---------- |
| 1     | PSV Grün-Weiß Kassel (Simret Restle-Apel, Silke Optekamp, Stefanie Wiesmair)     | 3:53:16    |
| 2     | LG Eintracht Frankfurt (Katharina Heinig, Katrin Dörre-Heinig, Natascha Schmitt) | 3:57:41    |
| 3     | LAG Mittlere Isar (Bernadette Pichlmaier, Melanie Stemper, Monika Rausch)        | 4:01:50    |
| 4     | SV Schlau.com Saar 05 Saarbrücken (Susanne Hahn, Marion Jakobs, Constance Türk)  | 4:02:53    |
| 5     | LG Telis Finanz Regensburg (Monika Heiß, Andrea Weber, Ulrike Mayer-Tancic)      | 4:08:48    |
| 6     | LLC Marathon Regensburg (Constanze Boldt, Barbara Stich, Marcela Loza-Hilares)   | 4:12:05    |
| 7     | Spiridon Frankfurt (Teresa Ebert, Béatrice Lienemann, Ulrike Wagner)             | 4:15:33    |
| 8     | SC DHfK Leipzig (Sandra Boitz, Katharina Ander, Kerstin Schier)                  | 4:18:50    |

Datum: 15. April
fand in Griesheim statt

### Marathon
| Platz | Athletin, Verein                                 | Zeit (h) |
| ----- | ------------------------------------------------ | -------- |
| 1     | Susanne Hahn (SV Schlau.com Saar 05 Saarbrücken) | 2:32:11  |
| 2     | Monika Heiß (LG Telis Finanz Regensburg)         | 2:45:14  |
| 3     | Steffi Volke (LG Telis Finanz Regensburg)        | 2:47:22  |
| 4     | Julia Galuschka (LG Wettenberg)                  | 2:49:13  |
| 5     | Cornelia Schindler (SCC Berlin)                  | 2:49:46  |
| 6     | Eve Rauschenberg (LC Haßloch)                    | 2:52:38  |
| 7     | Elke Brenner (LG Neckar-Enz)                     | 2:54:38  |
| 8     | Julia Keck Brengel (LA-Team Saar)                | 2:54:55  |

Datum: 14. Oktober
fand im Rahmen des München-Marathons statt

### Marathon, Mannschaftswertung
| Platz | Verein, Besetzung                                                                      | Zeit (min) |
| ----- | -------------------------------------------------------------------------------------- | ---------- |
| 1     | LG Telis Finanz Regensburg (Monika Heiß, Steffi Volke, Andrea Weber)                   | 08:30:06   |
| 2     | SV Schlau.com Saar 05 Saarbrücken I (Susanne Hahn, Kare Aus Der Fünten, Marion Jakobs) | 08:40:40   |
| 3     | Spiridon Frankfurt (Teresa Ebert, Karin Schenk, Vera Martens)                          | 09:15:51   |
| 4     | SV Schlau.com Saar 05 Saarbrücken II (Gabriele Duchstein, Susanne Trenz, Andrea Karl)  | 09:38:53   |
| 5     | LG Welfen (Brigitte Hoffmann, Susanne Binder, Manuela Gentgen)                         | 09:58:52   |
| 6     | TV Geiselhöring (Irmgard Leibl, Christine Sachs, Gabi Lampert)                         | 10:04:22   |
| 7     | Lauffeuer Chiemgau (Christine Fiedler, Birgit Posselt, Kerstin Esterlechner)           | 10:04:39   |
| 8     | LG Mettenheim (Stefanie Stadler, Kerstin Troch, Christine Binder)                      | 10:09:52   |

Datum: 14. Oktober
fand im Rahmen des München-Marathons statt

### 100-km-Straßenlauf
| Platz | Athletin, Verein                                       | Zeit (h) |
| ----- | ------------------------------------------------------ | -------- |
| 1     | Branka Hajek (LAZ Salamander Kornwestheim-Ludwigsburg) | 8:12:29  |
| 2     | Marion Braun (SV Germania Eicherscheid)                | 8:39:51  |
| 3     | Simone Stöppler (SSC Hanau-Rodenbach)                  | 8:43:01  |
| 4     | Simone Durry (TG Neuss von 1848)                       | 8:43:38  |
| 5     | Gabriele Kenkenberg (LC Olympia Wiesbaden)             | 8:48:46  |
| 6     | Sigrid Hoffmann (LG Westerwald)                        | 8:58:00  |
| 7     | Sandra Christmann (TuS Griesheim)                      | 9:24:15  |
| 8     | Antje Krause (USC Marburg)                             | 9:29:18  |

Datum: 6. Oktober
fand in Rodenbach statt

### 100 m Hürden
| Platz | Athletin, Verein                                   | Zeit (s) |
| ----- | -------------------------------------------------- | -------- |
| 1     | Carolin Nytra (MTG Mannheim)                       | 12,74    |
| 2     | Cindy Roleder (LAZ Leipzig)                        | 12,91    |
| 3     | Nadine Hildebrand (LAZ Salamander Kornwestheim/LB) | 13,08    |
| 4     | Pamela Spindler (LG Telis Finanz Regensburg)       | 13,17    |
| 5     | Franziska Hofmann (LAC Erdgas Chemnitz)            | 13,20    |
| 6     | Amina Ferguen (TV Langen)                          | 13,52    |
| 7     | Pamela Dutkiewicz (TV Wattenscheid 01)             | 13,57    |
| 8     | Sabrina Lindenmayer (VfL Sindelfingen)             | 13,57    |

Datum: 16. Juni
Wind: +1,3 m/s

### 400 m Hürden
| Platz | Athletin, Verein                              | Zeit        |
| ----- | --------------------------------------------- | ----------- |
| 1     | Tina Kron (SV Schlau.com Saar 05 Saarbrücken) | 0057,36 s00 |
| 2     | Claudia Wehrsen (LT DSHS Köln)                | 0058,09 s00 |
| 3     | Frederike Hogrebe (LT DSHS Köln)              | 0058,43 s00 |
| 4     | Christine Salterberg (TuS Köln rrh.)          | 0058,71 s00 |
| 5     | Anna Raukuc (Emder Laufgemeinschaft)          | 0058,90 s00 |
| 6     | Anja Bork (StG Gomaringen-Schwäbisch Hall)    | 0059,07 s00 |
| 7     | Inga Maria Müller (Hannover 96)               | 0059,87 s00 |
| 8     | Maren Schott (TSV Bayer 04 Leverkusen)        | 1:02,47 min |

Datum: 17. Juni

### 3000 m Hindernis
| Platz | Athletin, Verein                                  | Zeit (min) |
| ----- | ------------------------------------------------- | ---------- |
| 1     | Antje Möldner-Schmidt (LC Cottbus)                | 9:42,42    |
| 2     | Sanaa Koubaa (LG Stadtwerke Hilden)               | 9:51,77    |
| 3     | Verena Dreier (SG Wenden)                         | 10:04,31   |
| 4     | Jana Sussmann (Lauf Team Haspa Marathon Hamburg)  | 10:20,18   |
| 5     | Susi Lutz (Leichtathletik-Gemeinschaft Bamberg)   | 10:22,40   |
| 6     | Julia Hiller (LAC Quelle Fürth)                   | 10:30,05   |
| 7     | Maria Heinrich (SV 1885 Teutschenthal)            | 10:36,38   |
| 8     | Jana Stefanie Hirschhäuser (ASC 1990 Breidenbach) | 10:40,86   |

Datum: 17. Juni

### 4 × 100 m Staffel
| Platz | Verein, Besetzung                                                                       | Zeit (s) |
| ----- | --------------------------------------------------------------------------------------- | -------- |
| 1     | TV Wattenscheid 01 (Christina Frewer, Esther Cremer, Maike Dix, Karoline Köhler)        | 44,08    |
| 2     | MTG Mannheim (Nadine Gonska, Carina Frey, Johanna Kedzierski, Deborah Hufschmidt)       | 45,38    |
| 3     | LC Paderborn (Britta Tomkel, Inna Weit, Sarah Noll, Sinje Florczak)                     | 45,94    |
| 4     | LT DSHS Köln (Judith Nögel, Caroline Schempp, Marilena Scharff, Janina Kölsch)          | 46,29    |
| 5     | LG Stadtwerke München (Anja Wurm, Nela Baade, Christina Muckenthaler, Martina Riedl)    | 46,51    |
| 6     | LG Olympia Dortmund (Jessica Urbanski, Ina Thimm, Katharina Grompe, Carolin Strophff)   | 46,53    |
| 7     | VfL Sindelfingen (Lisa Steinkamp, Sabrina Lindenmayer, Sophia Hablitzel, Eva Baur)      | 46,94    |
| 8     | LG Region Karlsruhe (Anna Lena Assel, Cornelia Moll, Jessica Schmütz, Larissa Kaufmann) | 47,24    |

Datum: 16. Juni

### 4 × 400 m Staffel
| Platz | Verein, Besetzung                                                                              | Zeit (min) |
| ----- | ---------------------------------------------------------------------------------------------- | ---------- |
| 1     | LT DSHS Köln (Frederike Hogrebe, Lara Hoffmann, Kim Carina Schmidt, Claudia Wehrsen)           | 3:36,42    |
| 2     | TV Wattenscheid 01 (Maral Feizbakhsh, Denise Krebs, Janina Balke, Esther Cremer)               | 3:37,97    |
| 3     | TSV Bayer 04 Leverkusen I (Kira Biesenbach, Carolin Walter, Julia Schaefers, Julia Förster)    | 3:38,33    |
| 4     | TSV Bayer 04 Leverkusen II (Lena Menzel, Anja Claußnitzer, Anna Maiwald, Annett Horna)         | 3:42,93    |
| 5     | LG Karlstadt-Gambach-Lohr (Ines Dirscherl, Mareike Bauer, Corinne Kohlmann, Fabienne Kohlmann) | 3:45,09    |
| 6     | StG Gomaringen-Schwäbisch Hall (Kathrin Gebhardt, Anja Bork, Astrid Beerlage, Kerstin Marxen)  | 3:45,66    |
| 7     | LG Region Karlsruhe (Jessica Schmütz, Anna Lena Assel, Cornelia Moll, Larissa Kaufmann)        | 3:46,09    |
| 8     | LAC Quelle Fürth (Sandra Keil, Isabell Hergenröther, Agata Strausa, Anne Kesselring)           | 3:46,69    |

Datum: 17. Juni

### 3 × 800 m Staffel
| Platz | Verein, Besetzung                                                                    | Zeit (min) |
| ----- | ------------------------------------------------------------------------------------ | ---------- |
| 1     | TSV Bayer 04 Leverkusen I (Lena Menzel, Annett Horna, Carolin Walter)                | 6:15,88    |
| 2     | LAC Quelle Fürth I (Sandra Keil, Agata Strausa, Anne Kesselring)                     | 6:20,26    |
| 3     | LG Olympia Dortmund (Carolin Strophff, Jana Hartmann, Monika Merl)                   | 6:20,54    |
| 4     | StG Gomaringen-Schwäbisch Hall (Anja Bork, Astrid Beerlage, Kerstin Marxen)          | 6:20,85    |
| 5     | LAC Quelle Fürth II (Jannika John, Andelka Tancic, Julia Hiller)                     | 6:34,55    |
| 6     | LG Telis Finanz Regensburg (Anna-Katharina Plinke, Maren Kock, Jana Janine Soethout) | 6:35,51    |
| 7     | TSV Bayer 04 Leverkusen II (Anja Claußnitzer, Lena Klaassen, Rebekka Ackers)         | 6:38,61    |
| 8     | LG Neckar-Enz (Gina Daubenfeld, Nicole Ferenz, Daniela Ferenz)                       | 6:40,39    |

Datum: 22. Juli
fand in Mönchengladbach im Rahmen der Deutschen Jugendmeisterschaften statt

### 5000-m-Bahngehen
| Platz | Athletin, Verein                                | Zeit (min) |
| ----- | ----------------------------------------------- | ---------- |
| 1     | Sabine Krantz, geb. Zimmer (TV Wattenscheid 01) | 21:01,73   |
| 2     | Bianca Schenker (LG Vogtland)                   | 24:37,97   |
| 3     | Brit Schröter (LG Vogtland)                     | 25:14,95   |
| 4     | Linda Betto (TV Groß-Gerau)                     | 26:19,38   |
| 5     | Nicole Hörl (Diezer TSK Oranien)                | 26:51,04   |
| 6     | Maria Unterholzner (TV Altötting)               | 27:34,50   |
| 7     | Barbara Primas (TSG Esslingen)                  | 27:47,63   |
| 8     | Anneke Heuer (Polizei SV Berlin)                | 28:13,41   |

Datum: 24. Juni
fand in Diez statt

### 20-km-Gehen
| Platz | Athletin, Verein                                | Zeit (h) |
| ----- | ----------------------------------------------- | -------- |
| 1     | Sabine Krantz, geb. Zimmer (TV Wattenscheid 01) | 1:33:02  |
| 2     | Bianca Schenker (LG Vogtland)                   | 1:45:45  |
| 3     | Nicole Best (TV Groß-Gerau)                     | 1:53:41  |
| 4     | Tina Schmidt (SV Halle)                         | 1:54:32  |
| 5     | Linda Betto (TV Groß-Gerau)                     | 1:58:22  |
| 6     | Brit Schröder (LG Vogtland)                     | 1:58:37  |
| 7     | Anneke Heuer (Polizei SV Berlin)                | 2:03:32  |
| 8     | Maria Unterholzner (TV Altötting)               | 1:59:16  |

Datum: 22. April
fand in Naumburg statt

### 20-km-Gehen, Mannschaftswertung
| Platz | Verein, Besetzung                                                        | Zeit (h) |
| ----- | ------------------------------------------------------------------------ | -------- |
| 1     | TV Groß-Gerau I (Nicole Best, Linda Betto, Brigitte Patrzalek)           | 6:13:04  |
| 2     | TV Biberach (Lisa Wälde, Sylvia Wälde, Marita Echle)                     | 6:48:49  |
| 3     | TV Groß-Gerau II (Monika Müller, Margarete Molter, Hatice Alev Janetzka) | 7:31:03  |

Datum: 22. April
fand in Naumburg statt
nur 3 Mannschaften in der Wertung

### Hochsprung
| Platz | Athletin, Verein                                                     | Höhe (m) |
| ----- | -------------------------------------------------------------------- | -------- |
| 1     | Ariane Friedrich (LG Eintracht Frankfurt)                            | 1,86     |
| 2     | Marie-Laurence Jungfleisch (LAZ Salamander Kornwestheim-Ludwigsburg) | 1,82     |
| 3     | Nele Hollmann (TV Wattenscheid 01)                                   | 1,82     |
| 4     | Julia Straub (TSV Bayer 04 Leverkusen)                               | 1,82     |
| 5     | Melina Brenner (LG Wipperfürth)                                      | 1,78     |
| 6     | Charlotte Brauch (LG Nord Berlin)                                    | 1,78     |
| 7     | Nadja Kampschulte (TV Wattenscheid 01)                               | 1,74     |
| 8     | Katarina Mögenburg (TSV Bayer 04 Leverkusen)                         | 1,74     |

Datum: 17. Juni

### Stabhochsprung
| Platz | Athletin, Verein                            | Höhe (m) |
| ----- | ------------------------------------------- | -------- |
| 1     | Silke Spiegelburg (TSV Bayer 04 Leverkusen) | 4,70     |
| 2     | Lisa Ryzih (ABC Ludwigshafen)               | 4,65     |
| 3     | Martina Strutz (SC Neubrandenburg)          | 4,45     |
| 4     | Carolin Hingst (USC Mainz)                  | 4,40     |
| 5     | Kristina Gadschiew (LAZ Zweibrücken)        | 4,30     |
| 6     | Katharina Bauer (USC Mainz)                 | 4,20     |
| 6     | Anjuli Knäsche (TSV Kronshagen/Kieler TB)   | 4,20     |
| 8     | Lilli Schnitzerling (LG Lippe-Süd)          | 4,20     |

Datum: 16. Juni

### Weitsprung
| Platz | Athletin, Verein                             | Weite (m) |
| ----- | -------------------------------------------- | --------- |
| 1     | Beatrice Marscheck (LAZ Gießen)              | 6,49      |
| 2     | Melanie Bauschke (LG Nike Berlin)            | 6,47      |
| 3     | Ksenia Achkinadze (Sportclub Gelnhausen)     | 6,45      |
| 4     | Sophie Krauel (LC Jena)                      | 6,38      |
| 5     | Sinje Florczak (LC Paderborn)                | 6,38      |
| 6     | Nadja Käther (Hamburger SV)                  | 6,27      |
| 7     | Stefanie Voss (LAV Bayer Uerdingen/Dormagen) | 6,27      |
| 8     | Eileen Matthes (LG Nike Berlin)              | 6,20      |

Datum: 17. Juni

### Dreisprung
| Platz | Athletin, Verein                       | Weite (m) |
| ----- | -------------------------------------- | --------- |
| 1     | Jenny Elbe (Dresdner SC)               | 14,06     |
| 2     | Katja Demut (LC Jena)                  | 13,68     |
| 3     | Kristin Gierisch (LAC Erdgas Chemnitz) | 13,43     |
| 4     | Neele Eckhardt (TSV Asendorf)          | 13,18     |
| 5     | Theresa Greb (LG Ratio Münster)        | 13,01     |
| 6     | Katharina Schreck (TS Herzogenaurach)  | 12,83     |
| 7     | Eva Linnebaum (ART Düsseldorf)         | 12,82     |
| 8     | Fenjka Hublitz (TV Langen)             | 12,71     |

Datum: 17. Juni

### Kugelstoßen
| Platz | Athletin, Verein                       | Weite (m) |
| ----- | -------------------------------------- | --------- |
| 1     | Nadine Kleinert (SC Magdeburg)         | 19,18     |
| 2     | Josephine Terlecki (SC Magdeburg)      | 18,87     |
| 3     | Denise Hinrichs (TV Wattenscheid 01)   | 18,36     |
| 4     | Christina Schwanitz (LV 90 Erzgebirge) | 17,78     |
| 5     | Sophie Kleeberg (LV 90 Erzgebirge)     | 17,02     |
| 6     | Samira Burkhardt (TV Wattenscheid 01)  | 16,39     |
| 7     | Caroline Klöckner (VfL Gladbeck)       | 14,95     |
| 8     | Katinka Urbaniak (LG Filstal)          | 14,45     |

Datum: 16. Juni

### Diskuswurf
| Platz | Athletin, Verein                                 | Weite (m) |
| ----- | ------------------------------------------------ | --------- |
| 1     | Nadine Müller (Hallesche Leichtathletik-Freunde) | 66,47     |
| 2     | Julia Fischer (SCC Berlin)                       | 63,21     |
| 3     | Anna Rüh (SC Neubrandenburg)                     | 63,14     |
| 4     | Shanice Craft (MTG Mannheim)                     | 62,92     |
| 5     | Ulrike Giesa (LAC Quelle Fürth)                  | 58,09     |
| 6     | Heike Koderisch (SC Magdeburg)                   | 57,56     |
| 7     | Jessica Kolotzei (SC Neubrandenburg)             | 56,21     |
| 8     | Marike Steinacker (TSV Bayer 04 Leverkusen)      | 55,75     |

Datum: 16. Juni

### Hammerwurf
| Platz | Athletin, Verein                                   | Weite (m) |
| ----- | -------------------------------------------------- | --------- |
| 1     | Betty Heidler (LG Eintracht Frankfurt)             | 73,65     |
| 2     | Daniela Manz (TSV Bayer 04 Leverkusen)             | 61,90     |
| 3     | Carolin Paesler (Hallesche Leichtathletik-Freunde) | 61,46     |
| 4     | Gabi Wolfarth (Unterländer LG)                     | 58,89     |
| 5     | Svenja Kern (LG Eintracht Frankfurt)               | 58,00     |
| 6     | Mareike Nannen (LG Eintracht Frankfurt)            | 57,91     |
| 7     | Sarah Lippold (TSV Bayer 04 Leverkusen)            | 56,82     |
| 8     | Antonia Frieling (LAZ Rhede)                       | 50,77     |

Datum: 16. Juni

### Speerwurf
| Platz | Athletin, Verein                                      | Weite (m) |
| ----- | ----------------------------------------------------- | --------- |
| 1     | Christina Obergföll (LG Offenburg)                    | 65,86     |
| 2     | Linda Stahl (TSV Bayer 04 Leverkusen)                 | 64,35     |
| 3     | Katharina Molitor (TSV Bayer 04 Leverkusen)           | 63,20     |
| 4     | Mareike Rittweg (LC Jena)                             | 58,77     |
| 5     | Sarah Mayer (SC Potsdam)                              | 55,63     |
| 6     | Susanne Rosenbauer (LG Augsburg)                      | 55,50     |
| 7     | Esther Eisenlauer (SV Schlau.com Saar 05 Saarbrücken) | 55,03     |
| 8     | Gwendolyn Weber (LG Region Karlsruhe)                 | 53,50     |

Datum: 17. Juni

### Siebenkampf
| Platz | Athletin, Verein                           | Leistung (Pkte) |
| ----- | ------------------------------------------ | --------------- |
| 1     | Kira Biesenbach (TSV Bayer 04 Leverkusen)  | 5779            |
| 2     | Annett Fleming (TSV Bayer 04 Leverkusen)   | 5692            |
| 3     | Alina Biesenbach (TSV Bayer 04 Leverkusen) | 5365            |
| 4     | Anna Maiwald (TSV Bayer 04 Leverkusen)     | 5310            |
| 5     | Malin Lobitz (Troisdorfer LG)              | 5219            |
| 6     | Liane Weber (LG Stadtwerke München)        | 5168            |
| 7     | Jasmin Barthel (TV Gimmeldingen)           | 5112            |
| 8     | Elisabeth Glonegger (MTV 1881 Ingolstadt)  | 5070            |

Datum: 25./26. August
fand in Hannover statt

### Siebenkampf, Mannschaftswertung
| Platz | Verein, Besetzung                                                          | Su. d. Plätze |
| ----- | -------------------------------------------------------------------------- | ------------- |
| 1     | TSV Bayer 04 Leverkusen (Kira Biesenbach, Alina Biesenbach, Anna Maiwald)  | 16.454        |
| 2     | LG Eintracht Frankfurt (Katharina Weislogel, Verena Schiebel, Louisa Kunz) | 14.757        |
| 3     | LG Ratio Münster (Theresa Greb, Kathrin Czichon, Sina Heemsoth)            | 14.393        |
| 4     | TSV Bayer 04 Leverkusen (Silvia Mrotzek, Simone Mrotzek, Doreen Besting)   | 14.366        |

Datum: 25./26. August
fand in Hannover statt
nur 4 Mannschaften in der Wertung

### Crosslauf–5,2 km
| Platz | Athletin, Verein                               | Zeit (min) |
| ----- | ---------------------------------------------- | ---------- |
| 1     | Eleni Gebrehiwot (TV Wattenscheid 01)          | 17:51      |
| 2     | Anna Hahner (Run2Sky.com)                      | 17:54      |
| 3     | Corinna Harrer (LG Telis Finanz Regensburg)    | 18:20      |
| 4     | Diana Sujew (SC Potsdam)                       | 18:33      |
| 5     | Antje Möldner-Schmidt (LC Cottbus)             | 18:36      |
| 6     | Elena Burkard (LG badenova Nordschwarzwald)    | 18:53      |
| 7     | Carolin Aehling (LG Coesfeld)                  | 18:54      |
| 8     | Christiane Danner (LG Telis Finanz Regensburg) | 19:00      |

Datum: 10. März
fand in Ohrdruf statt

### Crosslauf–5,2 km, Mannschaftswertung
| Platz | Verein, Besetzung                                                                  | Platzziffer |
| ----- | ---------------------------------------------------------------------------------- | ----------- |
| 1     | LG Telis Finanz Regensburg I (Corinna Harrer, Christiane Danner, Maren Kock)       | 023         |
| 2     | LG badenova Nordschwarzwald (Elena Burkard, Felicitas Mensing, Domenika Weiß)      | 041         |
| 3     | LG Telis Finanz Regensburg II (Steffi Volke, Jana Janine Soethout, Juliane Straub) | 062         |
| 4     | PSV Grün-Weiß Kassel (Silke Optekamp, Katrin Arndt, Anja Schneider)                | 065         |
| 5     | VfL Sindelfingen (Katharina Becker, Kristina Schumacher, Sarah Schwär)             | 095         |
| 6     | LAC Quelle Fürth (Jannika John, Julia Hiller, Lea Süß)                             | 096         |
| 7     | TSV Bayer 04 Leverkusen (Annett Horna, Veronica Pohl, Ronja Jaeger)                | 110         |
| 8     | MTG Mannheim (Fabienne Amrhein, Fee de Raaf, Lea Düppe)                            | 133         |

Datum: 10. März
fand in Ohrdruf statt

### Berglauf–9,5 km
| Platz | Athletin, Verein                              | Zeit (min) |
| ----- | --------------------------------------------- | ---------- |
| 1     | Melanie Weiß (TSV Annweiler)                  | 52:00,9    |
| 2     | Tina Fischl (LG Passau)                       | 52:19,4    |
| 3     | Tanja Grießbaum (LG Rülzheim)                 | 53:06,0    |
| 4     | Monica Carl (LG Welfen)                       | 53:17,4    |
| 5     | Nora Coenen (LG Wettenberg)                   | 53:33,2    |
| 6     | Nicole Kruhme (GutsMuths-Rennsteiglaufverein) | 54:05,4    |
| 7     | Luisa Boschan (SC Brandenburg Berlin)         | 54:19,5    |
| 8     | Barbara Stich (LLC Marathon Regensburg)       | 54:45,7    |

Datum: 7. Oktober
fand in Zell am Harmersbach statt

### Berglauf–9,5 km, Mannschaftswertung
| Platz | Verein, Besetzung                                                              | Zeit (h)  |
| ----- | ------------------------------------------------------------------------------ | --------- |
| 1     | LG Welfen (Monica Carl, Marie-Luise Heilig-Duventäster, Brigitte Hoffmann)     | 2:49:48,0 |
| 2     | SC Brandenburg Berlin (Luisa Boschan, Nadia Dagher, Kai-Louise Neugebauer)     | 2:56:18,8 |
| 3     | LLC Marathon Regensburg (Regina Graf, Birgit Hierl, Barbara Stich)             | 2:56:34,7 |
| 4     | TV Biberach (Vanina Haas, Marilyne Haas, Kristin Sander)                       | 3:03:18,3 |
| 5     | ASC Rosellen/Neuss (Tina Püthe, Angela Müller, Nina Wimmer)                    | 3:04:21,3 |
| 6     | LG Bad Soden/Sulzbach/Neuenhain (Daniela Bur, Irene Bell, Jutta Blesse-Venitz) | 3:08:03,0 |
| 7     | SVG Ruhstorf/Rott (Sieglinde Flexeder, Bettina Paternoster, Brigitte Röckl)    | 3:12:43,0 |
| 8     | LG Brandenkopf (Heike Hoferer, Roswitha Knäble, Christel Kornmayer)            | 3:19:47,6 |

Datum: 7. Oktober
fand in Zell am Harmersbach statt

## Videolinks
- Kamghe Gaba - 400m Finale - Deutsche Meisterschaften 2012 Wattenscheid, youtube.com, abgerufen am 25. April 2021
- 800 Meter Finale (Männer) DM Wattenscheid 2012, youtube.com, abgerufen am 25. April 2021
- Deutsche Leichtathletik Meisterschaften 2012, 400m Hürden Endlauf (Frauen), youtube.com, abgerufen am 25. April 2021
- Deutsche Leichtathletik Meisterschaften 2012, 400m Hürden 2. Vorlauf (Frauen), youtube.com, abgerufen am 25. April 2021